# Новотроицк (Нижнеомский район)
Новотроицк — село в Нижнеомском районе Омской области. Административный центр Новотроицкого сельского поселения.

## История
Основано в 1908 году. В 1928 году посёлок Ново-Троицкий состоял из 41 хозяйства, основное население — белоруссы. В составе Петропавловского сельсовета Большереченского района Тарского округа Сибирского края.

## Население
| 1926 | 2010 |
| ---- | ---- |
| 260  | ↗527 |